# Trevor Rabin
Trevor Charles Rabin (Johannesburg, 13 januari 1954) is een Zuid-Afrikaans-Amerikaans musicus, van 1982 tot 1994 vooral bekend als gitarist en schrijver voor de Britse progressieve rockband Yes en daarna als componist van filmmuziek.
Rabin werd geboren in Zuid-Afrika, en komt uit een muzikale familie. Hij nam op jonge leeftijd pianoles en begon op zijn twaalfde gitaar te spelen. Rabin studeerde aan de Universiteit van Johannesburg. Hij speelde vanaf 1972 in een aantal bands en was ook solo actief. Eind jaren zeventig verhuisde hij naar Londen, en speelde bij de band Yes. Sinds 1995 maakt Rabin vooral muziek voor soundtracks.  Hij werkte onder meer in de muziek-opnamestudio Remote Control Productions. Met de band Yes werd Rabin in 1987 genomineerd voor een Grammy Award met Best Music video, Long Form: Yes: 9012 Live.

## Albums
- 1977: Beginnings, (deels heruitgegeven in 1978 als: Trevor Rabin)
- 1980: Face to face
- 1981: Wolf
- 1989: Can't look away
- 2003: Live in LA
- 2003: 90124
- 2012: Jacaranda

## Filmografie
- 1996: The Glimmer Man
- 1997: Con Air (Met Mark Mancina)
- 1998: Homegrown
- 1998: Armageddon (met Harry Gregson-Williams)
- 1998: Enemy of the State (met Harry Gregson-Williams)
- 1998: Jack Frost
- 1999: Deep Blue Sea
- 2000: Whispers: An Elephant's Tale
- 2000: Gone in 60 Seconds
- 2000: The 6th Day
- 2000: Remember the Titans
- 2001: Texas Rangers
- 2001: American Outlaws
- 2001: The One
- 2001: Rock Star
- 2002: Bad Company
- 2002: The Banger Sisters
- 2003: Kangaroo Jack
- 2003: Bad Boys II
- 2004: Torque
- 2004: National Treasure
- 2004: Exorcist: The Beginning
- 2005: The Great Raid
- 2005: Dominion: Prequel to the Exrcist (met Angelo Badalamenti)
- 2005: Coach Carter (met Ashanti)
- 2006: Glory Road
- 2006: Flyboys
- 2006: The Guardian
- 2006: Gridiron Gang
- 2006: Snakes on a Plane
- 2007: Hot Rod
- 2007: National Treasure: Book of Secrets
- 2008: Get Smart
- 2009: Race to Witch Mountain
- 2009: 12 Rounds
- 2009: G-Force
- 2010: The Sorcerer's Apprentice
- 2011: I Am Number Four
- 2011: 5 Days of August (5 Days of War)
- 2013: Grudge Match
- 2015: Max

## Overige producties

### Televisiefilms
- 1999: Bonne Nuit

### Televisieseries
- 1999: Soldier of Fortune, Inc. (themes)
- 2005: E-Ring
- 2013: Zero Hour (met Paul Linford)
- 2015: 12 Monkeys (met Paul Lindford)
- 2015: Agent X (met Paul Lindford)

### Documentaires
- 2011: The Movement: One Man Joins an Uprising

### Korte films
- 2003: Mission: Space
- 2010: The Last Shot

## Prijzen en nominaties

### Grammy Awards
| Jaar | Titel          | Categorie                                      | Uitslag     |
| ---- | -------------- | ---------------------------------------------- | ----------- |
| 1987 | Yes: 9012 Live | Best Music Video, Long Form (als mede-artiest) | Genomineerd |